# 圖南馬爾卡區

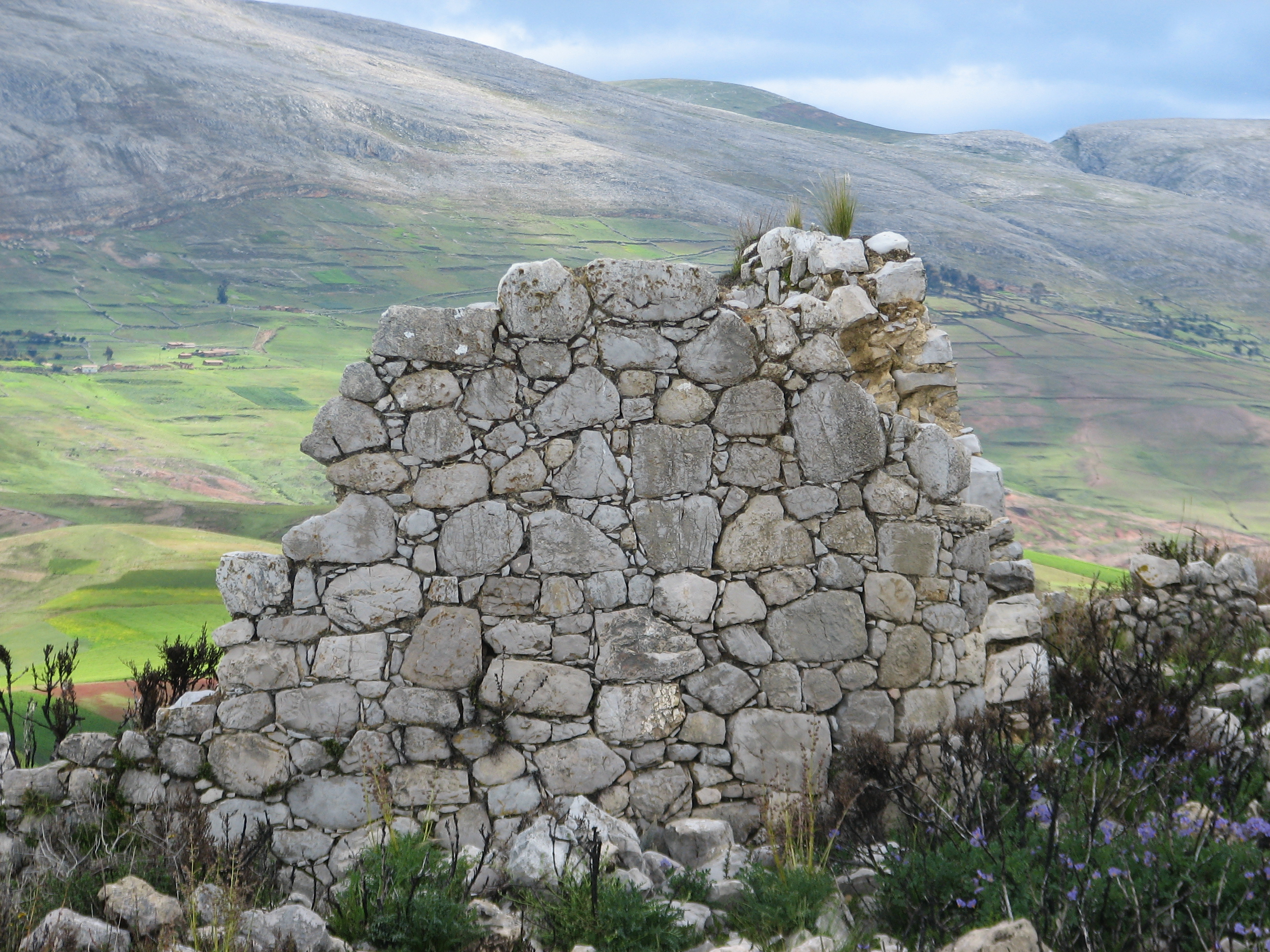

圖南馬爾卡區（西班牙語：Distrito de Tunanmarca），是秘魯的一個區，位於該國中部胡寧大區的豪哈省，始建於1944年9月15日，面積30.07平方公里，海拔高度3,470米，2005年人口1,357，人口密度每平方公里45人。